# Hereroa wilmaniae
Hereroa wilmaniae är en isörtsväxtart som beskrevs av L. Bol. Hereroa wilmaniae ingår i släktet Hereroa och familjen isörtsväxter. Inga underarter finns listade i Catalogue of Life.